# Gotteshand des Amun
Die Bezeichnung Gotteshand des Amun (Kurzform Gotteshand) war ab dem Neuen Reich (18. Dynastie) zunächst Namensbestandteil des Titels Gottesgemahlin des Amun.
Ab der 20. Dynastie wurde der Namenszusatz als eigenständiger Titel verwendet und konnte ersatzweise für die Benennung als Gottesgemahlin des Amun benutzt werden.